# Suså
El río Suså (Suså o Susåen en danés) es un río de Dinamarca. Con 83 km de recorrido, es el quinto río del país en longitud, así como la mayor vía fluvial y el río más largo de la isla de Selandia.
Nace en Tingerup Tykke, un paraje próximo a Rønnede. Posteriormente fluye hacia el noroeste, pasando al sur de Haslev, para más tarde conectarse parcialmente con el lago Tystrup, el 8.º lago más grande en toda Dinamarca, a través del colindante lago Bavelse. Una parte de las aguas del Bavelse efluyen en otro tramo del Suså, que desemboca en el fiordo de Karrebæk en Næstved.